# Heiden (sintoísmo)

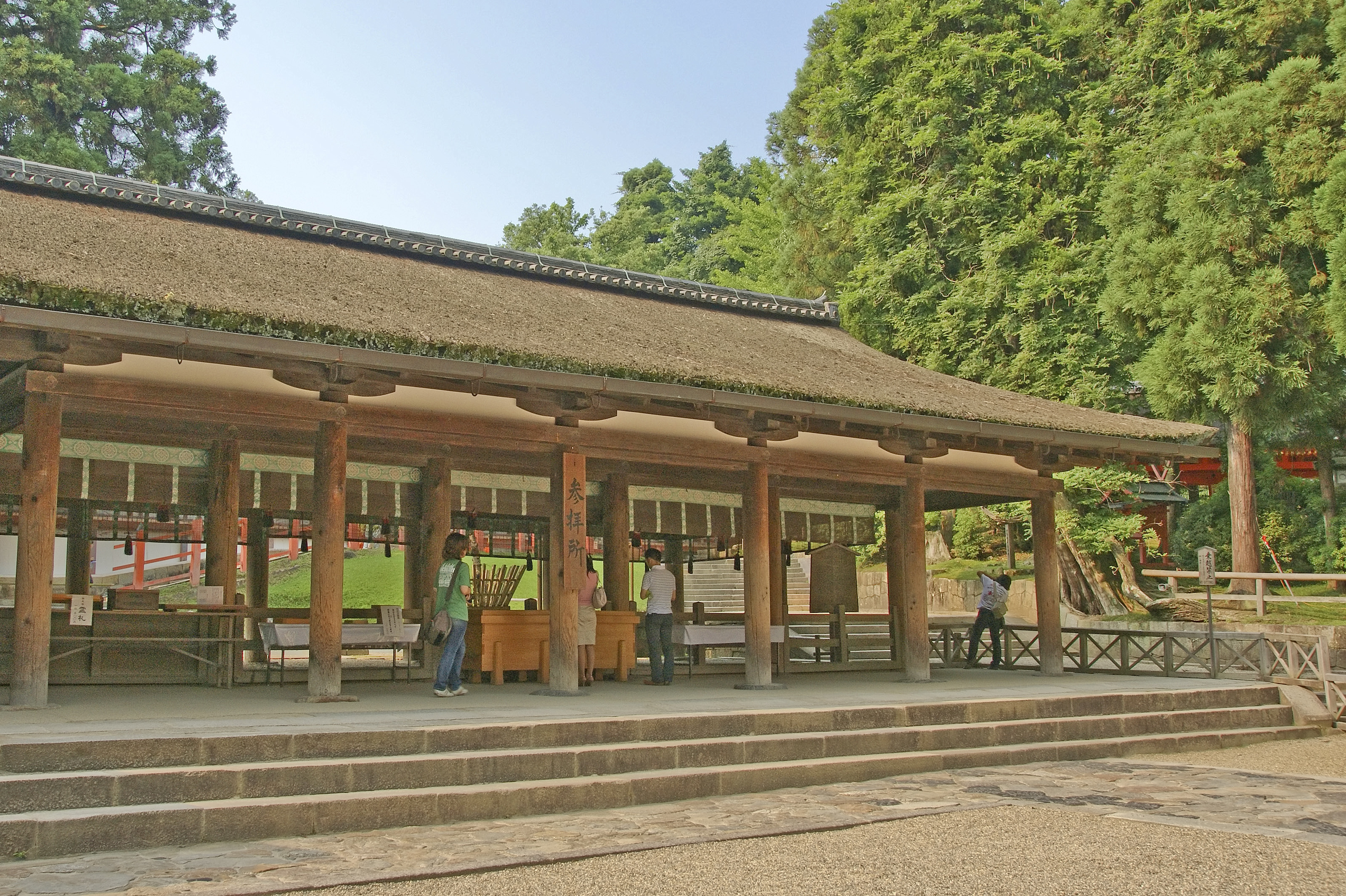
Heiden del Kasuga Taisha.

El heiden (幣殿?   "salón de ofrendas") es una sección del santuario sintoísta donde se ubican las ofrendas. Por lo general consiste de una sección que conecta el honden (santuario principal) con el haiden (oratorio). En el heiden las ofrendas (heihaku) que consisten en tiras de papel o seda o ropa de color blanco y rojo, son ofrecidos a los kami.
A veces es llamado ishi-no-ma (石の間 ?) si el santuario es construido con el estilo Ishi-no-ma-zukuri (o gongen-zukuri) También se le llama  chūden (中殿?). A pesar de su nombre, es el sitio para realizar rituales.
El tamaño del heiden también varía de tamaño considerable y hay algunas excepciones sobre su ubicación. Por ejemplo el heiden de Naikū en el Santuario de Ise está ubicado más allá de los cuatro muros que rodean el precinto sagrado.